# رتویانه
رتویانه (به لهستانی:  Rytwiany) یک روستا در لهستان است که در گمینا رتویانه واقع شده‌است. رتویانه ۱۷۸٫۷ متر بالاتر از سطح دریا واقع شده‌است.